# Iwa Mitewa
Iwa Mitewa Jordanowa-Rupczewa (bułg. Ива Митева Йорданова-Рупчева; ur. 25 października 1972 w Razgradzie) – bułgarska działaczka polityczna, prawniczka, urzędniczka państwowa i nauczycielka akademicka, przewodnicząca Zgromadzenia Narodowego 45. i 46. kadencji.

## Życiorys
Urodziła się 25 października 1972 w Razgradzie. W 1996 ukończyła studia prawnicze na Uniwersytecie Sofijskim im. św. Klemensa z Ochrydy. Odbywała studia doktoranckie w instytucie państwa i prawa Bułgarskiej Akademii Nauk. W 1998 rozpoczęła pracę w Ministerstwie Sprawiedliwości, a w 2000 została urzędniczką w Zgromadzeniu Narodowym. Zaczynała na stanowisku specjalistki, później objęła kierownictwo dyrekcji zajmującej się legislacją i prawem Unii Europejskiej). Była członkinią zespołu ekspertów, pracującego nad zmianami w bułgarskiej konstytucji, a także zespołów do spraw zmian prawie wyborczym. Została również nauczycielką akademicką na Nowym Uniwersytecie Bułgarskim. W latach 2017–2019 wykładała również na studiach podyplomowych w instytucie administracji publicznej Uniwersytetu Sofijskiego.
W wyborach parlamentarnych w kwietniu 2021 z listy ugrupowania Jest Taki Lud uzyskała mandat posłanki do Zgromadzenia Narodowego 45. kadencji z 23. okręgu wyborczego, obejmującego część Sofii. 15 kwietnia 2021 wybrano ją na przewodniczącą bułgarskiego parlamentu. 12 maja 2021, po rozwiązaniu Zgromadzenia Narodowego przez Rumena Radewa, przestała pełnić tę funkcję.
W przedterminowych wyborach z lipca tegoż roku z powodzeniem ubiegała się o poselską reelekcję. 21 lipca 2021 ponownie wybrana na przewodniczącą parlamentu. Utraciła tę funkcję 16 września 2021, gdy wobec niewyłonienia rządu prezydent rozwiązał Zgromadzenie Narodowe i ogłosił kolejne wybory parlamentarne. W listopadzie 2021 utrzymała mandat deputowanej na 47. kadencję, w bułgarskim parlamencie zasiadała do 2022.